# Cratyna latipons
Cratyna latipons är en tvåvingeart som beskrevs av Hardy 1956. Cratyna latipons ingår i släktet Cratyna och familjen sorgmyggor. Inga underarter finns listade i Catalogue of Life.